# يونس أحمد (لاعب كرة قدم قطري)
يونس أحمد (من مواليد 17 يوليو 1963) هو حارس مرمى كرة قدم قطري دولي سابق. لعب كامل مسيرته الرياضية مع نادي الريان.

## الإنجازات
- الريان
  - دوري نجوم قطر (6): 1977-78، 1981-82، 1983-84، 1985-86، 1989-90، 1994-95
  - دوري الدرجة الثانية القطري (1): 1988-89
  - كأس قطر (2): 1995، 1996
  - كأس السوبر القطري (1): 1992
- منتخب قطر
  - كأس الخليج العربي (1): 1992